# Ezio Guidi
Ezio Guidi (Bellinzona, 3 settembre 1943) è un giornalista, conduttore televisivo e telecronista sportivo svizzero.
Inizia la sua carriera a Berna dove, per alcune stagioni, è responsabile della redazione in lingua italiana delle "Onde Corte" (poi ribattezzata Radio Svizzera Internazionale). Successivamente, dopo il trasferimento a Lugano, si forma come regista presso la RTSI dove si occupa di temi di attualità e di costume. Conduce le prime puntate dell'emissione del Primo d'agosto, di cui fu tra gli ideatori. Nel 1976 presenta la finale svizzera dell'Eurovision Song Contest e commenta 17 edizioni dei Giochi senza frontiere tra cui, insieme a Mascia Cantoni, la puntata di Caslano del 1976 che, con oltre cento milioni di telespettatori, registrò il record d'ascolto dell'intera storia dei Giochi diffusi in Eurovisione.
Negli stessi anni inizia a specializzarsi come telecronista sportivo, seguendo in particolare lo sci nordico, il salto, il pattinaggio artistico (di cui segue 51 edizioni dei campionati europei e dei mondiali) e il nuoto. Si avvicina poi al ciclismo, seguendo svariate edizioni del Giro d'Italia, della Vuelta, dei campionati mondiali, oltre che del Tour de Suisse e del Tour de Romandie. In seguito si occupa di sci alpino e soprattutto di tennis, sia maschile che femminile, conducendo per molti anni le telecronache dei principali tornei e del Grande Slam, dai tempi di Borg fino agli esordi e poi ai successi di Martina Hingis e Roger Federer.
Per diverse stagioni ha condotto il programma della televisione svizzera di lingua italiana Domenica sport. Guidi è inoltre autore di alcuni documentari che ripercorrono la storia del calcio ticinese, in particolare di quattro filmati dedicati rispettivamente all'AC Bellinzona, al FC Chiasso, al FC Locarno e al FC Lugano, prodotti in occasione dei centenari dei vari club. Con scadenza settimanale scrive sul quotidiano La Regione una rubrica su temi tennistici intitolata Tie-break. Inviato a ben 20 edizioni dei Giochi olimpici, Ezio Guidi detiene il primato di presenze da cronista televisivo per la SSR a questo appuntamento sportivo.